# Piper herrerae
Piper herrerae är en pepparväxtart som beskrevs av William Trelease. Piper herrerae ingår i släktet Piper och familjen pepparväxter. Inga underarter finns listade i Catalogue of Life.